# Neanura ili
Neanura ili är en urinsektsart som beskrevs av Christiansen och Bellinger 1992. Neanura ili ingår i släktet Neanura och familjen Neanuridae. Inga underarter finns listade i Catalogue of Life.